# مدحت باشا
أحمد شفيق مِدحت بَاشا (بالتركية العثمانية: أحمد شفيق مدحت باشا) (صفر 1238هـ/أكتوبر 1822م إسطنبول - 8 مايو 1884م الطائف الموافق 1238 - 1301 هـ) سياسي عثماني وإصلاحي ذو توجه موالي للغرب تولى مناصب عديدة منها الصدارة العظمى (رئاسة الوزراء) ووزير العدل وخدم قبلها واليا لولاية بغداد وولاية دمشق وولاية سالونيك. وعلى الرغم من قلة أيام حكمه في العراق إلا انه تمكن من إقرار النظام وأجرى بعض الإصلاحات التي لا يزال العراقيون يذكرونها له بالخير، وحاول تأكيد سيطرة العثمانيين على الخليج العربي بإرساله حملة الأحساء سنة 1871م، ولكنه اصطدم بموقف بريطانيا. ثم اهتز موقفه بالعراق بعد موت صديقه الصدر الأعظم عالي باشا فجرى عزله سنة 1872م، وأخيرا وصل منصب الصدر الأعظم، إلا أنه اتهم بالتآمر في مقتل السلطان عبد العزيز، فنفي إلى الطائف حيث قتل هناك في السجن في ظروف غامضة سنة 1884م.

## بدايته
ولد أحمد شفيق ابن حاجي حافظ محمد أشرف أفندي في الأستانة في صفر 1238هـ/أكتوبر 1822م، حفظ القرآن الكريم وهو في سن العاشرة، فصار إسمه بعدها حافظ شفيق. أما سبب تسميته باسم مدحت، فقد كانت العادة المتبعة بالنسبة للذين يتخرجون من الديوان الهمايوني أن يوسموا باسم خاص بهم، فسمي حافظ شفيق باسم مدحت سنة 1250هـ/1834م فغلب مدحت على إسمه القديم. وقد درس مدحت العلوم العربية والدين الإسلامي واللغة العربية والفارسية في مسجد الفاتح بإسطنبول وغيره من الجوامع، إلى جانب النحو والمنطق والفقه والحكمة.

## الحياة السياسية

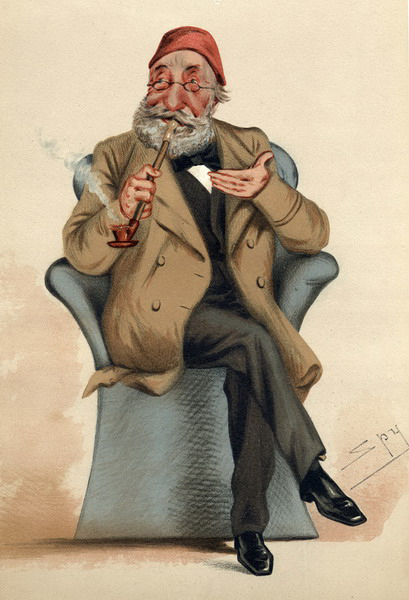
صورة على غلاف مجلة غربية

توظف في بدايته في قلم الديوان في الباب العالي، وبدافع من تشجيع رشيد باشا صاحب فكرة حركة التجديد في الدراسة على النمط الأوربي اتخذ فرماني التنظمات بداية شاملة لهذه الحركة التغريبية تعلم مدحت اللغة الفرنسية فحذقها. عُيّن عام 1860م واليا على نيش فأظهر كفائة فيها، ثم عُيّن واليا على الطوفة عام 1864م لمدة ثلاث سنوات، عاد بعدها إلى إسطنبول ليشغل منصب رئيس شورى الدولة لمدة عام واحد. نقل بعدها واليا على بغداد والخلاف بينه وبين الصدر الأعظم وقتها محمود نديم باشا. ترك مدحت بغداد وصدر أمر تعيينه واليا على أدرنة، ولكنه في مقابلة له مع السلطان عبد العزيز تمكن من إقناع السلطان عبد العزيز بعزل محمود نديم من الصدارة، ثم أقنعه في نفس المقابلة أنه جدير بهذا المنصب فتم تعيين مدحت باشا صدار أعظم لأول مرة عام 1872م.
تمت محاكمته بأمر من السلطان عبد الحميد الثاني بتهمة الضلوع في اغتيال عمه السلطان عبد العزيز وحُكم عليه بالإعدام إلا أن الحكم خُفف إلى المؤبد ونفي إلى الطائف حيث مات فيها مخنوقا في ظروف غامضة عام 1884م.
يعتبر مدحت باشا من أشهر الإصلاحيين العثمانيين الذين تبنوا فكرة الإصلاح على الطريقة الأوروبية ولقب بـ «أبي الدستور» و«أبي الأحرار» حيث سعى إلى إعلان القانون الأساسي وظهور البرلمان العثماني عام 1876م.

## والي بغداد (1869-1872)
عُيّنَ مدحت باشا والياً على بغداد في 20 نيسان-أبريل 1869 حتى 27 أيار-مايو 1872م، واشتهر بإصلاحاته الإدارية الواسعة وتحديثاته في العراق، فقد قام بإعادة تنظيم شؤون العراق الإدارية ليصبح مكونًا من ثلاث ولايات (إيالات سابقا) وهي بغداد والموصل والبصرة. ثم أخذ على عاتقه مد سيطرة الدولة العثمانية على بلدان الخليج لتشمل الكويت وقطر ويحل النفوذ العثماني المباشر محل إمارة نجد في الأحساء ونجد. أثار هذا الأمر بريطانيا التي كانت ترغب في الاصطدام مع العثمانيين، لأن ذلك يخرق السلم في البحار، وقد يؤدي إلى تدمير التجارة البريطانية، إضافة إلى المشكلات السياسية التي ستنجم عن هذه الحرب.

### ثورة بغداد سبتمبر 1869م
في أوائل شهر سبتمبر من عام 1869م -أي بعد انقضاء أربعة أشهر على ولاية مدحت باشا في بغداد- شبت ثورة شعبية في بغداد، وكان السبب المباشر لتلك الثورة هو ما عزم عليه مدحت باشا من فرض التجنيد الإجباري على سكان بغداد. أمر مدحت باشا تشكيل لجان للتجنيد قوامها ضباط عسكريون على أن يعاونهم مختارو المحلات. ويبدو أنه كان واثقاً من طاعة أهل بغداد لوجود القوات الحكومية بالقرب منهم. أصابت القرعة ثلاثمائة مكلف، ولكن هؤلاء رفضوا الانصياع عندما استدعوا إلى الخدمة، وأخذت بوادر النقمة والتحفز تظهر هنا وهناك في بعض المحلات، وكان على رأس المحلات الثائرة محلة باب الشيخ تتلوها محلة قنبر علي. وحمل الكثير من الأهالي أسلحتهم وقاموا بمظاهرة تتقدمهم الطبول وهم يصرخون تحدياً للحكومة، وتوجهت بعض العصابات المسلحة نحو الأسواق تنهب الدكاكين، ثم سارت نحو محلات اليهود والنصارى بغية العبث فيها.
كان مدحت باشا جالساً في مقره قبيل غروب الشمس فسمع إطلاق الرصاص، ولم يكد يتبين جلية الخبر حتى أسرع بنفسه إلى ثكنات الجيش فصار يوزع السلاح بيده على الجنود، وأرسل قوة منهم إلى محلات اليهود والنصارى وبيوت الأجانب لحمايتها خشية حدوث المذابح. ثم أمر بقطع الجسر ومنع عبور النهر بأية وسيلة، وأرسل قوة من الخيالة لكي تحيط ببغداد وتلقي القبض على كل هارب منها أو داخل اليها بغية النهب.
وركز مدحت باشا اهتمامه على محلتي باب الشيخ وقنبر علي، فوجّه إلى الأولى منها أربع سرايا من الجنود مع مدفع تحت قيادة اللواء سامح باشا، وكما وجه إلى الثانية مثل ذلك تحت قيادة اللواء فيضي باش. والظاهر أن الأهالي أدركوا وخامة العاقبة فتفرقوا قبل أن يطلق الجنود طلقة واحدة. وعندما حلّ الظلام ألقت الحكومة القبض على مائة وثمانين رجلاً اتهموا بأن لهم ضلعاً في إثارة الجمهور، فمن كان يحترف “الشقاوة” أدخل في سلك التجنيد، أما الباقون فقدموا للتحقيق والمحاكمة.
ثم استدعي بعدئذٍ المكلفون الثلاثمائة الذين كانت القرعة قد أصابتهم فلبّوا الدعوة طائعين. وكان ذلك إيذاناً ببدء تطبيق التجنيد الإجباري على العراق كله، فصارت الحكومة تستدعي المكلفين من جميع الألوية ولم يستثنِ منها سوى ألوية المنتفق والدليم والعمارة باعتبار أن أكثر السكان فيها هم من العشائر الرحالة.

### علاقاته مع ناصر السعدون
في سنة 1869م اتفق ناصر باشا السعدون مع مدحت باشا على تأسيس متصرفية المنتفق وتكون برئاسة ناصر السعدون ليكون بديلا عن مشيخة المنتفق، بالإضافة إلى بناء حاضرة جديدة وهي الناصرية وجعلها عاصمة للمتصرفية بدلا من عاصمتها الحالية سوق الشيوخ، وكذلك تفويض الأراضي الأميرية وشرائها من الدولة وتسجيلها بسندات الطابو، وتوطين ساكنيها من العشائر، ولم يكن هذا التفويض خاصًا بالمنتفق، إنما كان في جميع العراق بعد صدور الطابو العثماني في 26 صفر 1278هـ/1861م. وكان لنفوذ ناصر باشا مهمًا في تسجيل معظم أراضي المنتفق له ولأقربائه ولخاصته، إلا أنه في نفس الوقت كان يحث ويشجع الجميع أن يفعلوا مثله ويسجلوا أراضيهم بإسمهم، ولكن حماسه هذا اصطدم بجدار من الصمت وعدم المبالاة من الجميع، وذلك خوفًا من الجندية ودفع الضرائب والاستقرار.
ولكن لم تكد تنتهي سنة 1869م حتى اندلعت ثورة الدغارة أو ذبحة المتصرف، التي قتل فيها ابن أخت الوالي توفيق بك متصرف الحلة. فأوعز الوالي إلى ناصر السعدون بمساعدته في اجهاض هذا التمرد، فجهز 4000 خيال بقيادة فهد باشا العلي. إلا أن تلك القوة لم تشترك في أي معركة لأن الوالي سحق الثورة، ولكن أثبت أهمية المنتفق لدى الوالي، مما دعاه أن يشكر الأشقر على همته، ويعين الشيخ فهد باشا متصرفًا للديوانية سنة 1870م بعد فصلها عن لواء الحلة.

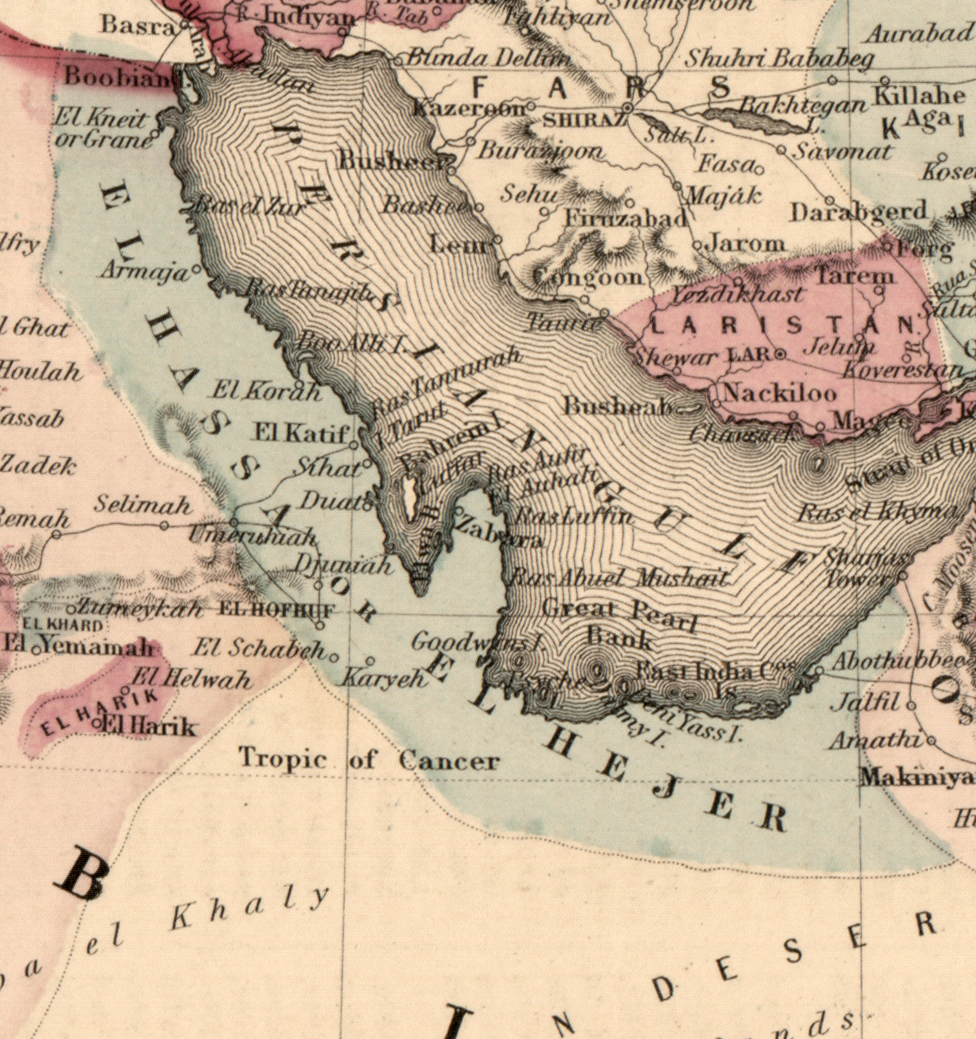
خريطة قدبمة لسواحل الخليج العربي

### حملة الأحساء
دشن مدحت باشا سنة 1871م حملة عسكرية على شرق الجزيرة العربية بهدف الاستيلاء على مدينتي الاحساء والقطيف التابعتين لإمارة نجد والتي كانت تعاني من حرب أهلية دائرة بين أبناء الإمام فيصل. فقد أدركت السلطات العثمانية أهمية تلك الأراضي الاستراتيجية، فراودهم الأمل بالعودة لاحتلالها من جديد. فوجد مدحت باشا في الصراع بين الأخوين عبد الله وسعود أبناء الإمام فيصل بن تركي آل سعود على الحكم فرصة سانحة لاحتلال الأحساء ونجد، وجعل الأحساء قاعدة للتوسع وفرض الهيمنة على مياه الخليج في مقارعة للنشاط الإنجليزي هناك. انطلقت الحملة بعد طلب عبد الله بن فيصل مساعدة العثمانيين في استعادة السيطرة على نجد من أخيه سعود، وضمت الحملة حاكم الكويت الشيخ عبدالله الصباح وشقيقه الشيخ مبارك الصباح وشيخ المنتفق ناصر باشا السعدون وانتهت بسقوط الاحساء وتأسيس لواء نجد. وبعد نجاح الحملة توجه مدحت باشا بنفسه إلى الأحساء نهاية سنة1871م ليشرف بنفسه على أوضاع هذا الإقليم، حيث ألغى حكم آل سعود واتخذ التدابير اللازمة لحكم الأحساء حكمًا مباشرًا، واستمرت جولته 40 يومًا غطتها جريدة الزوراء بالتفصيل.
وقد تلقى نافذ باشا قائد الحملة العثمانية على الأحساء وهو بالهفوف دعوة من جاسم بن ثاني حاكم قطر، حيث أراد التخلص من قيود تعهدات أبيه مع الحكومة البريطانية، هذا بالإضافة إلى التخلص من دفع الجزية المفروضة على قبائل قطر لشيوخ البحرين. رفع الشيخ جاسم بن محمد آل ثاني العلم العثماني على قصر الحكم وقصره الخاص في الدوحة فرحب مدحت باشا بالدعوة، ذلك أنه كان يخشى من محمد بن ثاني الذي كان يعتنق الدعوة السلفية من أن يعمل على شد أزر السعوديين بالإضافة إلى حضوعه للإنجليز فعيّن مدحت باشا جاسم بن محمد آل ثاني قائم مقام قطر في عام 1288 هـ/ يوليو 1871

### القبض على عبد الكريم الجربا
ثار عبد الكريم الجربا في أوائل أغسطس 1871م ضد حكومة بغداد مستغلا توجه معظم القوات العثمانية في العراق نحو الأحساء، فأعلن الوالي عن مكافأة لم يأتي به حيًا أو ميتًا، وبدا أن التمرد قد فشل، فهزمت القوات الحكومية قواته في الشرقاط فانهزم عبد الكريم متوجها نحو الصحراء. فحاول اللجوء والاحتماء عند عبد المحسن الهذال شيخ عنزة، ولكن بسبب تهديدات مدحت باشا بمعاقبة كل من يقدم له يد العون رفض إيوائه. فحاول الوصول إلى نجد واللجوء عند آل رشيد أمراء حايل، إلا أن محمد بن عبدالله الرشيد اتخذ الموقف نفسه بعد تلقيه رسالة شديدة اللهجة من الوالي. وبذلك أحكم مدحت باشا الحلقة حول عبد الكريم. فبقي عبد الكريم في البادية الشامية وهي أرض تتبع قبيلة المنتفق، فأرسل الوالي إلى ناصر السعدون بأن يحتال في القبض عليه مادام موجودًا في باديته، ثم يرسله حيًا إلى بغداد. فأرسل ناصر إليه يدعوه إلى وليمة أعدت لاستقباله والحفاوة به، وأنه سيحاول الحصول على عفو له من الحكومة، في حين أخفى الجنود الأتراك عنده للقبض على عبد الكريم. فلما حضر عبد الكريم إلى مكان الدعوة آمنًا مطمئنًا أمر ناصر السعدون أن يلقي القبض عليه. وجرح عبد الكريم إثناء العراك. فأرسله إلى الوالي مدحت باشا. وفي رواية أخرى تذكر أن عبد الكريم قد دُفِع هو وأنصاره دفعًا باتجاه المنتفق وهناك هاجمهم ناصر باشا السعدون الذي كان بانتظارهم، فأسر عبد الكريم بعد أن جرح في المعركة، ثم أرسله إلى مدحت باشا.

## علاقته بالماسونية ويهود الدونمة
لقد شجعت روسيا القيصرية المسيحيين الشرقيين على التمرد وتمزيق الدولة العثمانية في التمرد وسعى الروس إلى تأسيس دويلات صغيرة في البلقان والشرق الأوسط كذلك فرنسا وإنكلترا وأرادت روسيا بعد مؤتمر الترسانة منح مقدار من الأراضي للجبل الاسود فعقدت صلحا مع الدولة العثمانية بشرط إجراء إصلاحات في البوسنة والهرسيك وبلغاريا وتسريح الجيش العثماني هناك وأثار مدحت باشا الصدر الأعظم وأركان الدولة ضد روسيا بأقواله وأفعاله بغية اندلاع حرب ضد روسيا مع أن الدولة كانت في ضائقة اقتصادية ولم تستدن تركيا ليرة واحدة من الخارج حتى 1854م وكان أول قرض من إنكلترا بفائدة 6  بالمئة بتاريخ 24/8/1854 وكان مقداره ثلاثة ملايين ليرة ذهب على أن يسدد مع الفائدة خلال من 5-31 سنة أي عام 1886م وفي عام 1861 تم اقتراض ثلاث دفعات أخرى وقد بلغ مجموع هذه القروض الأربعة والتي تمت في عهد السلطان عبد الحميد 16547700 ليرة ذهب عدا الفائدة خمسة من فرنسا وأربعة -خماسه من إنكلترا وقد استدانت تركيا في عهد السلطان عبد العزيز من إنكلترا 27,777,780 قطعة ذهب بفائدة 6  بالمئة وكان ذلك عام 1873 كل هذه المبالغ أثقلت الاقتصاد العثماني وجعلته خاضعاً إلى الدول الأوربية أن مدحت باشا كان والياً على بغداد عام 1868 في عهد السلطان عبد العزيز ويزعم البعض أن مدحت باشا استطاع بالتآمر مع الدول الأوربية عزل السلطان عبد العزيز ثم قام مع عصابته بقتله عام 1876 ويزعمون أيضا أن الماسونية هي من روجت في أنحاء الشرق العربي الغربي أن مدحت باشا هو البطل العظيم حامل لواء الإصلاح والحرية في الدولة العثمانية وسمته أبا الدستور وسخرت الماسونية كما يزعمون كل دعايتها من صحف ومجلات وإذاعات ووصل بعد ذلك إلى أعلى المراتب منها باشوية سوريا والعراق ومنصب الصدر الأعظم الذي يعتبر أكبر الرتب في السلطنة العثمانية وعرف عن مدحت باشا إفشاؤه الأسرار العائدة إلى الدولة بسبب سكره المستمر بعد توليه الصدر الأعظم وبدأ يخرب كما تمليه عليه هويته الماسونية ويشير دائماً في كلامه إلى مساوئ الحكم وخاصة حكم السلطان عبد الحميد واعتبر العدو الأكبر للماسونية لأنه لم يترك أملاً لليهود في امتلاك أراضي فلسطين وكان مدحت باشا معجباً بالنظام الديمقراطي الموجود في إنكلترا وكان في تصوره أن الدولة العثمانية يمكنها أن تطبق النظام الإنكليزي لتكون في مقدمة الدول وأعجبت إنكلترا بمدحت باشا وكانت تؤيده وتنصره لذلك كان يرى أن التخلص من الدولة العثمانية لا يتم بإعلان القانون الأساسي الموجود في إنكلترا أرسل مدحت باشا أستاذه الفكري أوديان أفندي وهو قانوني أرمني إلى لندن ليطلب من إنكلترا تعهدها بكفالة القانون الأساسي وحمايته ومن العجب أنه كان والياً على بلاد الطونة (البوسنة والهرسك) أمر بإضافة الصليب على العلم العثماني ذي الهلال والنجمة بحيث يكون هذا العلم علم المنطقة المحلي وعاد بعدها إلى إسطنبول ليشغل منصب رئيس الشورى في الدولة العثمانية لمدة عام واحد وأمر السلطان عبد الحميد بمحاكمة المتهمين في مقتل السلطان عبد العزيز بعد خمسة أعوام من مقتله وتشكلت محكمة يلدز في 27/7/1881 وكان على رأسهم مدحت باشا

## وفاته
نفي إلى الطائف، حيث مات في السجن في ظروف غامضة عام 1883م. وفي عام 1951م، نُقلَ رفاتُه إلى تركيا بطلب من الحكومة التركية وأُعيد دفنه هناك.

## وصلات خارجية
- مدحت باشا على موقع الموسوعة البريطانية (الإنجليزية)